# Задгранично бюро на БКП
Задграничното бюро на ЦК на БКП е ръководен орган на Българската комунистическа партия, базиран в чужбина, съществувал под различни имена в периода 1923-1944.
След разгрома на Септемврийското въстание и емигрирането на мнозинството от ръководителите на БКП в чужбина е създадено Задгранично представителство на БКП. То е базирано в Австрия и има за цел подпомагане отвън на работата на БКП в нелегалност.
След снемането на курса към въоръжено въстание на Московското съвещание през 1925 в България се създава Изпълнително бюро, а самият ЦК остава зад граница - в СССР. На II конференция на БКП през декември 1927-януари 1928 са избрани Централен комитет за работа вътре в България и Задгранично бюро за организиране на комунистите-емигранти. Фактическото общо политическо ръководство на партията е възложено на Задграничното бюро. Негова отговорност е и връзката между БКП и Коминтерна и редактирането и издаването на задграничния орган списание „Комунистическо знаме“.
Прекратява съществуването си след 9 септември 1944.